# The Guides
The Guides est un jeu vidéo de réflexion développé et édité par Kevin Bradford, sorti en 2015 sur iOS et Android.

## Système de jeu
Le jeu est séparé en deux applications : The Guides et The Guides Compendium. The Guides présente un casse-tête à première vue incompréhensible. The Guides Compendium est un récit illustré qui, au premier abord, ne semble pas avoir de lien avec l'application principal. Le joueur va devoir réussir à trouver les ponts entre les deux applications pour résoudre l'énigme du jeu.

## Accueil
- Canard PC : 8/10[1]